# Quần đảo Snares

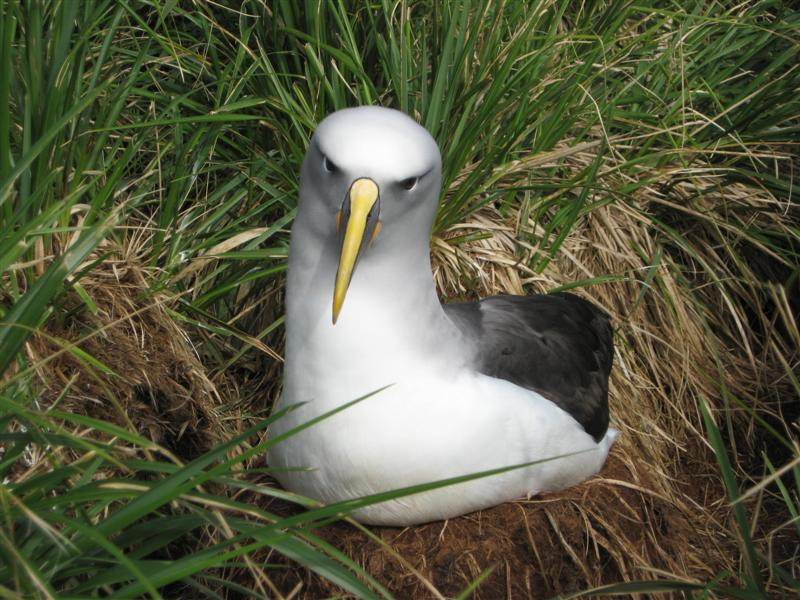
Loài Hải âu phương Nam Buller làm tổ tại những con dốc - 6 tháng 4 năm 2008

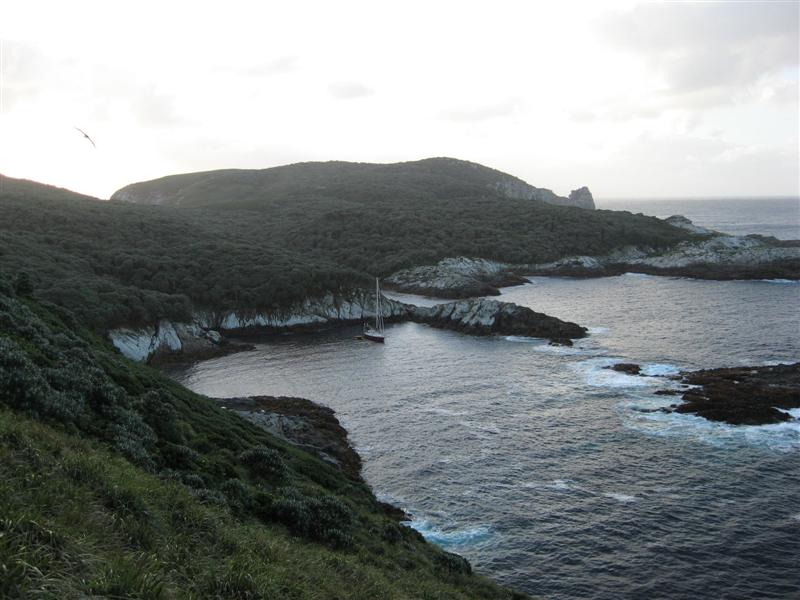
Vịnh Ho Ho - nhìn từ phía bắc

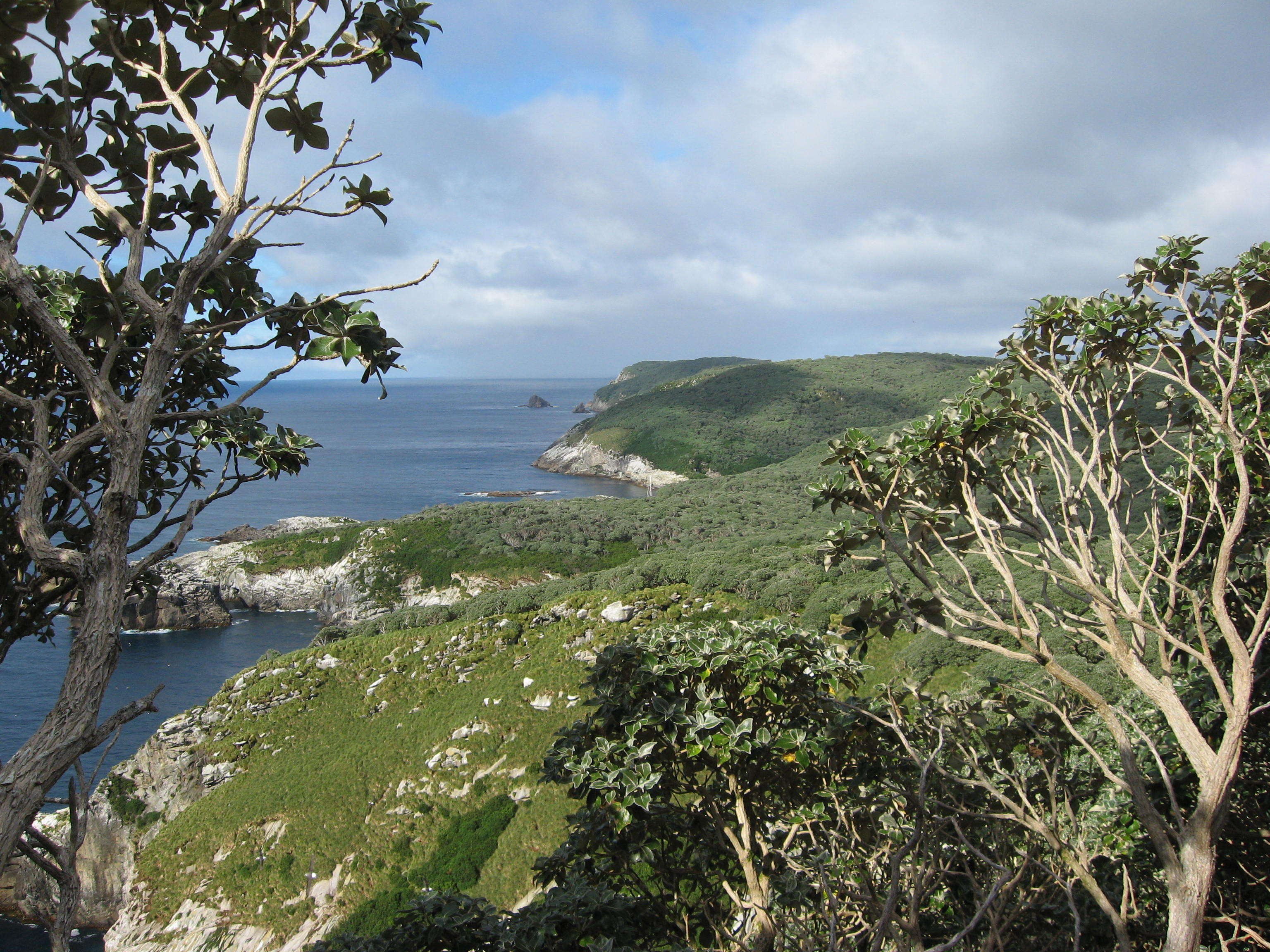
Ngắm nhìn vịnh Punui, vịnh Ho Ho và Mollymawk, và đảo Broughton tận dải đất cuối cùng

Quần đảo Snares hay Tini Heke (tiếng Māori)  là một nhóm đảo nhỏ nằm cách khoảng 200 km về phía nam của Đảo Nam, New Zealand và ở phía nam-tây nam của đảo Stewart. Quần đảo bao gồm đảo chính là đảo Đông Bắc và các đảo nhỏ hơn là Broughton, các đảo Tây Chain nằm về phía tây-tây nam khoảng 5 km (3,1 dặm) của đảo chính. Quần đảo Snares có tổng diện tích đất liền là 3,5 km2 (1,35 dặm vuông).

## Lịch sử
Nhóm đảo lần đầu tiên được tìm thấy bởi những người châu Âu vào ngày 23 tháng 10 năm 1791 bởi hai tàu HMS Discovery dưới sự chỉ huy của thuyền trưởng George Vancouver, và tàu HMS Chatham dưới sự chỉ huy của Trung úy William R. Broughton, trong cuộc thám hiểm Vancouver. Vancouver đặt tên cho hòn đảo này là "Snares" (những cạm bẫy) bởi vì ông coi đó là mối nguy hiểm trong cuộc hành trình, một hòn đảo nhỏ phía đông của chuỗi đảo Tây Chain mang tên Vancouver Rock, và nó là hòn đảo lớn thứ hai được đặt tên sau đảo Broughton. Các hòn đảo đã được biết đến bởi người Māori, những người đã gọi những hòn đảo là Te Taniwha ("quái vật biển"). Không giống như các đảo gần địa cực khác đã bị ảnh hưởng rất nhiều bởi ngành công nghiệp đánh bắt cá voi và hải cẩu trong thế kỷ 19, quần đảo Snares vẫn là một trong những khu vực hoang sơ nhất ở New Zealand với rất nhiều các loài động thực vật phong phú.
Năm 1998, nơi đây đã chính thức thay đổi tên thành "Đảo Snares / Tini Heke" - một trong rất nhiều những thay đổi theo Hiệp ước giải quyết Ngāi Tahu .

## Tự nhiên
Các hòn đảo là ngôi nhà của các loài chim đặc hữu như Chim cánh cụt Snares (Eudyptes robustus), Chim dẽ giun Snares (Coenocorypha huegli) và chim bạc má Snares (Petroica macrocephala dannefaerdi), cùng một số động vật đặc hữu khác. Đảo Đông Bắc là rừng và là khu vực sinh sản hàng đầu thế giới cho Chim hải âu Sooty (Puffinus Griseus) với số lượng lên đến 3 triệu con trong mùa sinh sản (Tháng mười một-tháng tư). Một rạn san hô của quần đảo (ngoài khơi) nằm cách 10 km về phía nam của nhóm đảo. Cộng đồng Megaherb là loài thực vật phát triển mạnh mẽ trên các đảo.
Các đảo được bảo vệ nghiêm ngặt và được Cục Bảo tồn New Zealand đánh giá là "các hòn đảo ít bị tác động". Khám phá du lịch trên các hòn đảo thường bị cấm hoặc chỉ có giấy phép nghiên cứu đặc biệt mới được tới đây.
Khu vực này là một trong một trong năm nhóm đảo cận Nam Cực của New Zealand được công nhận là di sản thế giới của UNESCO vào năm 1998 nhờ hệ động thực vật phong phú, nguyên sơ mà không phải nơi nào cũng có được.